# Colletes kozlovi
Colletes kozlovi är en biart som beskrevs av Heinrich Friese 1913. Colletes kozlovi ingår i släktet sidenbin, och familjen korttungebin. Inga underarter finns listade i Catalogue of Life.